# We Will Become Silhouettes
«We Will Become Silhouettes» se lanzó el 8 de febrero de 2005 desde Sub Pop Records. El sencillo incluye la cara-b "Be Still My Heart" y dos remixes realizados por Matthew Dear ("We Will Become Silhouettes") y Styrofoam ("Nothing Better").  El tema ha sido utilizado en publicidad para el Honda Civic, y la banda The Shins ha grabado una versión acústica del propio tema para la versión en CD del sencillo "Such Great Heights".
El videoclip para esta canción, dirigido por Jared Hess, muestra imágenes algo incongruentes de una familia (formada por los dos miembros de la banda, Ben Gibbard y Jimmy Tamborello, el colaborador frequente de la banda Jenny Lewis, y dos niños pequeños) jugando y cantando la canción, para después pasear en bicicleta hacia el desierto y al final del vídeo ver allí la puesta de sol. Sus extrañas vestimentas, las casas medio derruidas y las calles abandonadas sugieren que el vídeo tiene lugar en un futuro lejano tras un ataque nuclear.
Este ha sido el cuarto sencillo editado por The Postal Service. El diseño de la portada es trabajo de Kozyndan, quien ya había diseñado las portadas de los anteriores singles.
Este sencillo fue el más exitoso de la banda, llegando a colocarse en el puesto #82 del Billboard Hot 100.

## Listado de canciones
Todas las canciones escritas y compuestas por The Postal Service. 
| We Will Become Silhouettes |                                                              |          |  |
| N.º                        | Título                                                       | Duración |  |
| 1.                         | «We Will Become Silhouettes»                                 | 4:59     |  |
| 2.                         | «Be Still My Heart»                                          | 3:02     |  |
| 3.                         | «Nothing Better (Styrofoam remix)»                           | 3:31     |  |
| 4.                         | «We Will Become Silhouettes (Matthew Dear's not scared mix)» | 5:02     |  |